# La Veuve temporaire
Pour plus de détails, voir Fiche technique et Distribution.
La Veuve temporaire (The Temporary Widow) est film de procès britannico-allemande réalisée par Gustav Ucicky, sortie en 1930.
Le film suit Kitty Kellermann, veuve de l'artiste Paul Kellermann, qui est accusée du meurtre de son mari. Mais est-il vraiment mort ?

## Synopsis
Après la disparition du peintre malheureux Paul Kellermann, l’intérêt pour ses peintures augmente, jusqu’à ce que sa veuve Kitty Kellermann à la voix douce ,soit accusée d’avoir assassiné son mari en le noyant dans un lac. Une personne mystérieuse avertit le président de la cour que quelqu’un veut le tuer, et il envoie un télégramme à son ami et avocat pour qu’il vienne chercher de l’aide. La veille de l’audience qui la condamnera probablement, un visiteur surprise se présente la nuit et fournit apparemment de nombreuses preuves que son ami et avocat, connaissant les termes du testament, a l’intention d’en profiter, ayant acheté un billet bien avant de recevoir le télégramme. Après avoir fait valoir que les choses ne sont pas toujours ce qu’elles peuvent paraître, car un simple tour de passe-passe et une date falsifiée sur un billet avaient apparemment convaincu le juge en quelques minutes que son ami de longue date avait de mauvaises intentions, le visiteur déclare qu’il est Peter Bille, un ancien artiste de cirque, illusionniste, peintre de vitesse, tireur de ruses, artiste de l’évasion et juriste, et qu’il défendra la pauvre et innocente Mme Kellermann parce que son avocat a démissionné.

## Fiche technique
- Titre original : The Temporary Widow
- Titre français : La Veuve temporaire
- Réalisation : Gustav Ucicky
- Scénario : Karl Hartl, Benn W. Levy, Walter Reisch, d'après la pièce Hokuspokus de Curt Goetz
- Direction artistique : Robert Herlth, Walter Röhrig
- Costumes : René Hubert
- Photographie : Werner Brandes, Carl Hoffmann
- Son : Gerhard Goldbaum
- Production : Erich Pommer, Günther Stapenhorst
- Société de production : Universum Film AG
- Société de distribution : Wardour Films
- Pays de production :  Royaume-Uni,  République de Weimar
- Langue originale : anglais
- Format : Noir et blanc  — 35 mm — 1,20:1 — son mono
- Genre : Comédie dramatique
- Durée : 84 minutes
- Dates de sortie : Royaume-Uni : 20 octobre 1930

## Distribution
- Lilian Harvey : Kitty Kellermann
- Laurence Olivier : Peter Bille
- Athole Stewart : le président du tribunal
- Gillian Dean : Anny Sedal, un témoin
- Frank Stanmore : Kulicke, un témoin
- Felix Aylmer : le procureur
- Frederick Lloyd : l'avocat de la défense
- Henry Caine : Lindberg

## Autour du film
- Ce film a été tourné en même temps en allemand, Le Procès de Marie Kellermann, par le même réalisateur, avec la même actrice principale, mais avec Willy Fritsch à la place de Laurence Olivier